# Дуб на Петропавлівській (Суми)
Дуб на Петропа́влівській — ботанічна пам'ятка природи місцевого значення в Україні. Об'єкт природно-заповідного фонду Сумської області. 
Розташований у місті Суми, на вулиці Петропавлівській, 102 (біля дитсадка). 
Площа 0,0063 га. Статус надано згідно з рішенням облвиконкому від 20.06.1972 року № 305, рішення облради від 27.06.2008 року. Перебуває у віданні КП «Зеленбуд». 
Статус надано для збереження вікового дуба черешчатого. Орієнтовний вік дерева — бл. 400 років. Окружність стовбура (на висоті 1 м) — 550 см, (на висоті 1,3 м) — 377 см. Висота дерева — 22 м.